# 濱田由梨
濱田由梨（日语：／ Wamada Yuri，1991年5月4日—），日本前寫真偶像、前歌手。於靜岡縣出身。
2009年，濱田因被人發掘，而選擇出道成為和菓子系偶像，並在同年2月推出出道作。之後亦推出各種各樣的寫真作品，比如《可憐少女》、《百合盛開時》（ユリの咲く頃）、《我的女友》（ボクの彼女）。2013年9月23日，她在「2013年日視女郎大賽」（日テレジェニック2013）上奪得第3位，成為第16期生。2年後她亦在《東京喰種》的改編舞台劇中登場。
2019年10月，濱田宣佈將會從寫真偶像界引退。2020年1月18日，她發表最後一部寫真集《自身》（myself）。她的引退DVD《最後的寫真》（ラストグラビア）則在2月25日公開。

## 生平

### 2009年至2013年
2009年，濱田因被人發掘，而選擇出道成為和菓子系偶像，出道作為於2月20日開售的寫真DVD《100％美少女》。12月8日，她跟石川優實共演的寫真DVD《究極少女 石川優實 Loves 濱田由梨》（究極乙女 石川優実 LOVES 浜田由梨）面世。
2010年3月25日，濱田發表寫真DVD《可憐少女》。9月17日，她的寫真DVD《公主的事》（ひめごと）開售。
2012年3月31日，濱田推出於東京都進行拍攝的寫真DVD《由梨的樣子》（ゆりぷりっ）。7月25日，她的寫真DVD《從雪之國度而來》（雪の国から）開售，當中收錄了她在雪地上進行活動的樣子。9月25日，她以身穿校服、競賽泳衣、秘書套裝的姿態進行拍攝的寫真DVD《南風》（南風 SouthWind）公開。12月21日，她推出寫真DVD《心跳不已的晴天演唱會》（晴れときどきライブ），並在當中部分場景中一邊穿着比基尼一邊唱歌。
2013年2月28日，濱田推出寫真DVD《Sign》。她在出席是作的發售紀念活動時表示，標題「Sign」的背後意思留待觀眾自己在DVD中發掘。5月30日，她的寫真DVD《小丑？》（JOKER?）正式公開。7月25日，她推出寫真DVD《空調學院》（エアコン学院），在當中飾演內向的圖書館委員。9月23日，她在「2013年日視女郎大賽」（日テレジェニック2013）上奪得第3位，成為第16期生。

### 2014年至2020年引退
2014年2月25日，濱田發表寫真DVD《百合盛開時》（ユリの咲く頃），她在這部作品中飾演誘惑後輩的办公室女职员。5月，她以身穿各種制服的樣子進行拍攝的寫真集《邁向職業制服的偶像File》（アイドルが行く職業制服FILE）開售。6月25日，她推出寫真DVD《危險的果實》（危険な果実），這部作品以她在列車上被痴漢性騷擾的展開為主軸。她的寫真DVD《由梨Nic》（ユリニック）在10月25日公開。
2015年1月1日，濱田的寫真DVD《由梨★煙火》（ユリー★スパークス）面世。6月24日，她發表寫真DVD《由梨Nickl》（ユリニクル）。7月2日，她在《東京喰種》的改編舞台劇中登場，於當中飾演神代利世。她的寫真DVD《想在被駡的同時用腳踩我 影像版》（罵られながら足で踏まれたい動画）在7月25日公開，其內容改編自村上水軍的同人誌。
2016年3月25日，濱田推出寫真DVD《讓我們做一些不好的事吧》（イケナイことしようよ），這部作品以跟漫畫咖啡店的男顧客在店內做一些「不好的事」為背景設定。9月25日，她的寫真DVD《在巴厘》（バリで）公開。
2017年8月25日，濱田的寫真DVD《我的女友》（ボクの彼女）面世，她在當中飾演人妻護士。
2019年10月，濱田宣佈將會從寫真偶像界引退。2020年1月18日，她發表最後一部寫真集《自身》（myself）。她的引退DVD《最後的寫真》（ラストグラビア）則在2月25日公開。這部作品在開售之前便登上Amazon和DMM的女性偶像DVD銷量排行榜榜首。

## 外部連結
- 濱田由梨的X（前Twitter）
- 濱田由梨的Instagram帳戶